# Grabowo (jezioro)
Grabowo – jezioro w woj. wielkopolskim, w powiecie szamotulskim, w gminie Wronki, w okolicy osady Józefowo, leżące na terenie Pojezierza Poznańskiego.

## Dane morfometryczne
Powierzchnia zwierciadła wody według różnych źródeł wynosi od 5,0 ha do 6,42 ha (lustra wody i ogólna).
Zwierciadło wody położone jest na wysokości 61,5 m n.p.m. Maksymalna głębokość zbiornika wynosi 9 m, zaś głębokość średnia 5,1 m.

## Hydronimia
Według spisu opracowanego przez Komisję Nazw Miejscowości i Obiektów Fizjograficznych (KNMiOF) nazwa tego jeziora to Grabowo. Dane z państwowego rejestru nazw geograficznych nie podają nazw obocznych jeziora.